# Les Elies (Mura)
Les Elies és una masia del terme municipal de Mura, a la comarca catalana del Bages.
Està situada a 612,1 metres d'altitud, a l'extrem oriental del terme, a prop i al nord-oest del lloc on es troben els termes municipals de Mura, Granera i Sant Llorenç Savall, al Serrat dels Tres Senyors. Queda en el vessant de ponent de la Carena de les Elies i de la carretera B-124, prop de la fita quilomètrica número 26. És al nord-est de les Solanes i al sud-est de les Refardes.